# Marina Agoues
Marina Agoues (Zarautz, 14 dicembre 1992) è una calciatrice spagnola, centrocampista offensiva dell'Oiartzun, della Selezione di calcio femminile dei Paesi Baschi e già della nazionale spagnola Under-19.

## Caratteristiche tecniche
Giocatrice versatile, in carriera ha ricoperto il ruolo di trequartista per poi essere impiegata come centrocampista centrale.

## Carriera

### Club
Marina Agoues inizia ad interessarsi al calcio in gioventù iniziando a giocare nella propria cittadina di residenza, Zarautz, nella provincia di Gipuzkoa, comunità autonoma dei Paesi Baschi.
Nel 2009 firma un contratto con la Real Sociedad de Fútbol Femenino, divisione femminile della società calcistica Real Sociedad con sede a Donostia-San Sebastián, che disputa il massimo livello del Campionato spagnolo femminile di calcio, a quel tempo denominato Superliga. Con le biancoblu gioca cinque stagioni, le ultime due nella ridenominata Primera División Femenina, cogliendo al termine del campionato 2013-2014 il settimo posto in classifica, massimo risultato ottenuto dalla società basca.
Nel luglio 2014 comunica alla società spagnola di voler concludere il proprio rapporto. In seguito motiva la decisione dichiarando di sentirsi pronta per giocare in un campionato straniero. Nel successivo agosto decide di trasferirsi in Italia, anche su consiglio delle amiche giocatrici spagnole che già hanno giocato nel Campionato italiano femminile di calcio, sottoscrivendo un accordo con la Riviera di Romagna, società con sede a Cervia che milita in Serie A. Con il Riviera gioca solo la prima parte della stagione 2014-2015, totalizzando unicamente 7 presenze in campionato.
Nel 2015 fa il suo ritorno in Spagna giocando altre 13 incontri con la Real Sociedad prima di passare all'Oiartzun.

### Nazionale
Nel 2010 Marina Agoues viene convocata nella nazionale spagnola Under-19 che dovrà disputare le qualificazioni al Campionato europeo di categoria 2011 la cui fase finale verrà giocata in Italia tra il 30 maggio e l'11 giugno 2011. Superata la prima fase di qualificazione, viene inserita nel Gruppo B con le nazionali pari età di Germania, Paesi Bassi e Norvegia, non riuscendo a superare il turno venendo eliminata dal torneo.